# 百代公司旧址

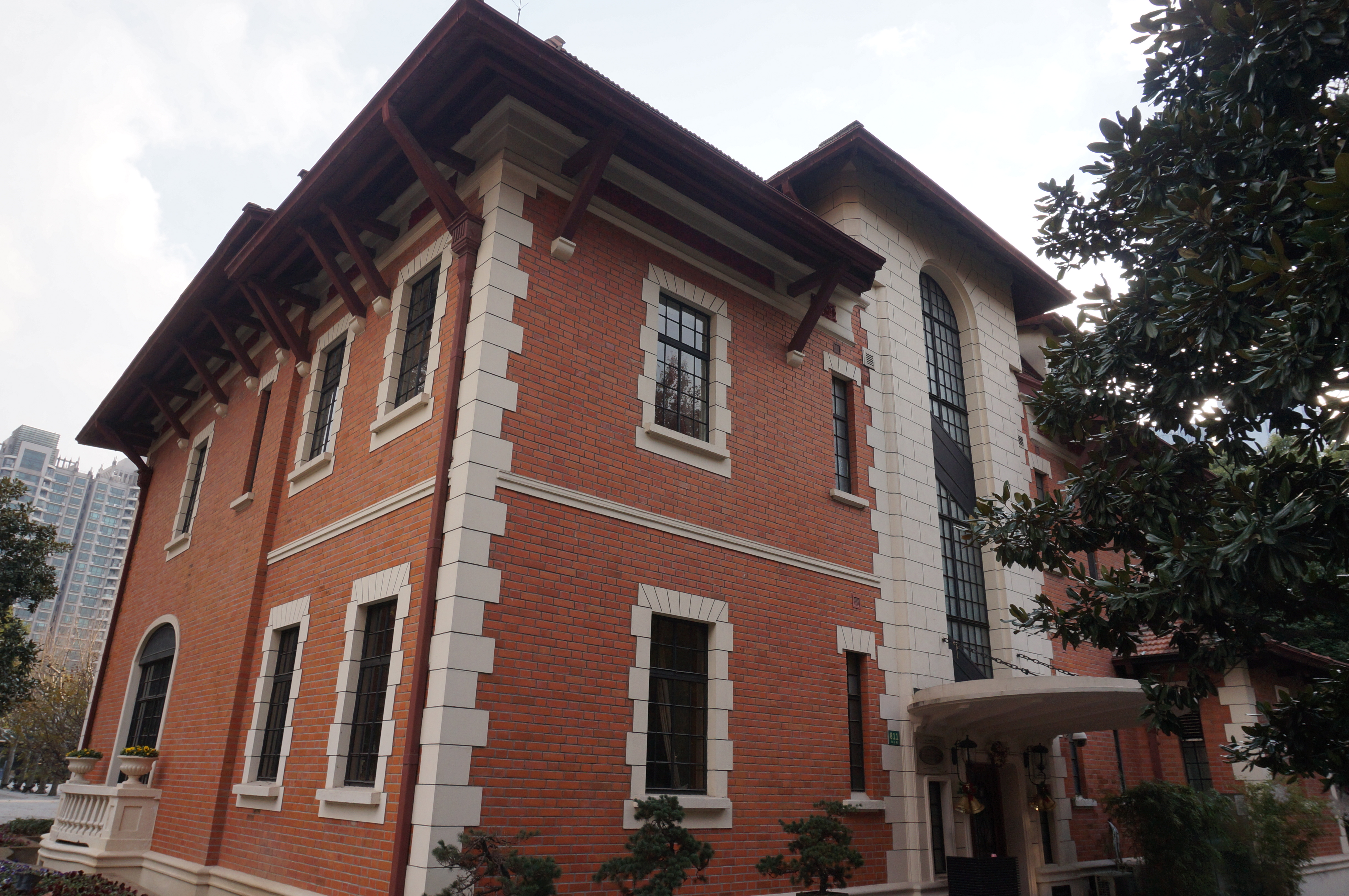
百代公司旧址侧面

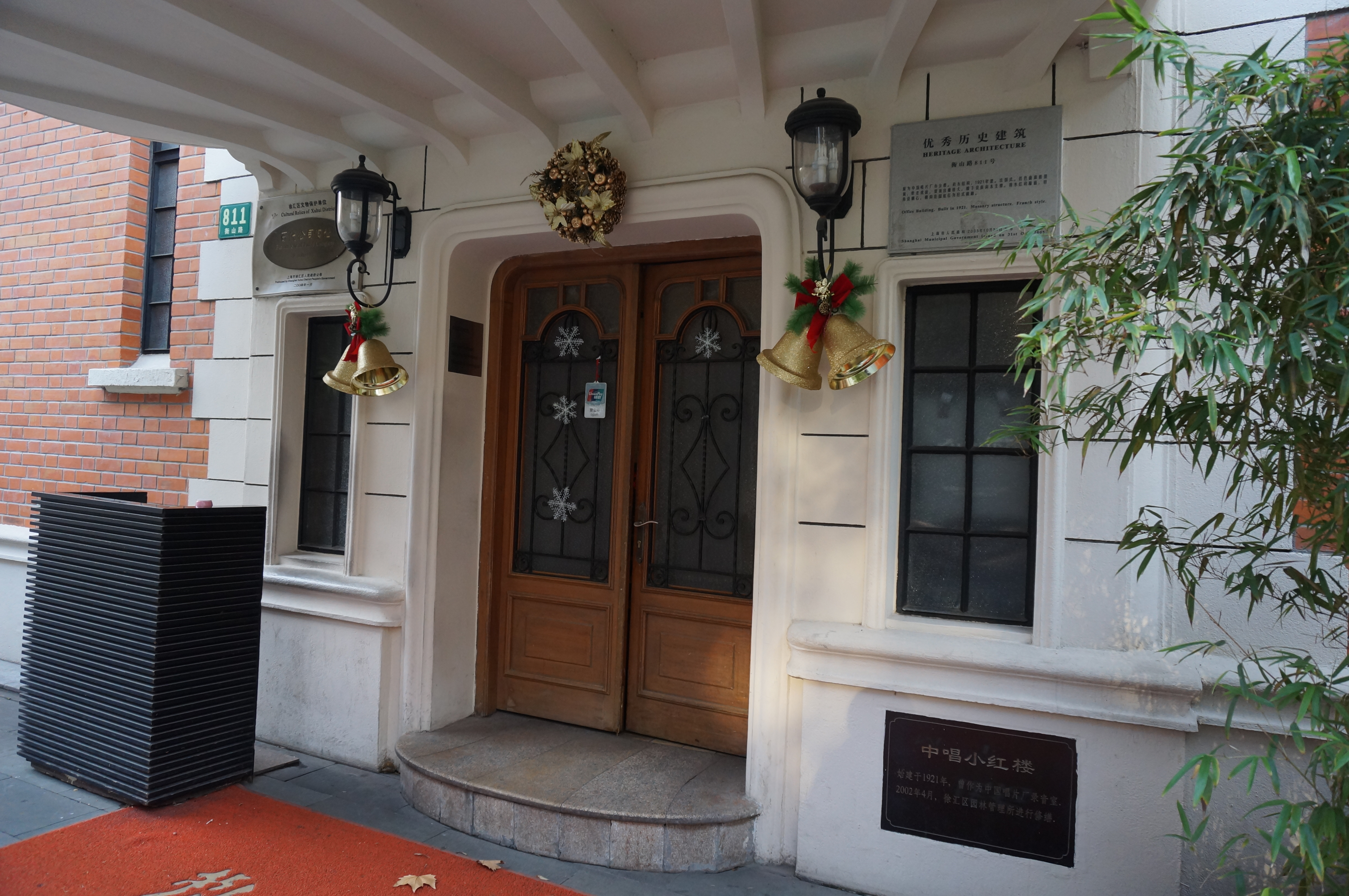
百代公司旧址大门

百代公司旧址（英語：Former Site of Pathé），又称百代小红楼、百代小楼或中唱小红楼，后为中国唱片厂，位于上海徐汇区的衡山路上，徐家汇公园内。建筑建于民国十年，是一座三层的小红楼，曾是东方百代唱片公司的旧址。历史上，曾有多名著名歌手在此录制唱片，如周璇、姚莉和李香兰等，而中華人民共和國国歌《义勇军进行曲》以及诸如《夜来香》等在华语界广为流传歌曲也是在此创作出来的。2004年，百代公司旧址入选第四批上海市优秀历史建筑。
现时，百代公司旧址为小红楼西餐厅——马丁餐厅，專攻中西創意FUSION菜式。2010年，西班牙首相萨帕特罗曾经来此用餐。同时，其现在也是徐家汇源景区的景点之一。

## 历史
1921年，百代公司购下了此地皮，建下了這座小红楼，成为了上海第一座录音棚。1934年，百代合併成為英國EMI部份，名字沿用百代。太平洋战争爆发后，日军接管此处，在战后产权复原收回。1949年后，中国唱片厂接管。1982年，这里成为中国唱片上海公司。

### 录制名人
作曲作词家黎锦光、冼星海、陈歌辛等；老上海歌手周璇、白虹、龚秋霞、姚莉、李香兰、吳莺音、白光、張露等；演员胡蝶；戏曲表演家梅兰芳等都曾在此录制唱片。李香兰的《夜来香》与姚莉的《玫瑰玫瑰我爱你》则是在小红楼的阳台上录制的。中国国歌《义勇军进行曲》便是由聂耳在此创作出来的。近年来，中国唱片上海公司也曾在此录制如罗大佑的《恋曲2000》和《摇啊摇，摇到外婆桥》的插曲等作品。

## 建筑特色
建筑为砖木结构，红色曲面坡屋顶，设有老虎窗，屋顶出檐较大，檐下设斜向木支撑。外墙立面为清水红砖，配以白色涂刷。二层设有阳台，底层设置敞廊，采用爱奥尼式双柱，白色混凝土宝瓶栏杆，且饰有常春藤石瓶。黑色门窗为地中海式，既窄又深。
底楼是录音及接待歌手的客厅，二楼是编辑办公室，三楼是百代公司老板的起居室。当时，小红楼里百代公司录音棚的混响效果因采用了特制的双层墙隔音和可活动墙面，故为国内最好。这种可活动墙面根据墙面产生的变化来调节混响效果，从而形成不同的混音。